# Limtoc (crater)

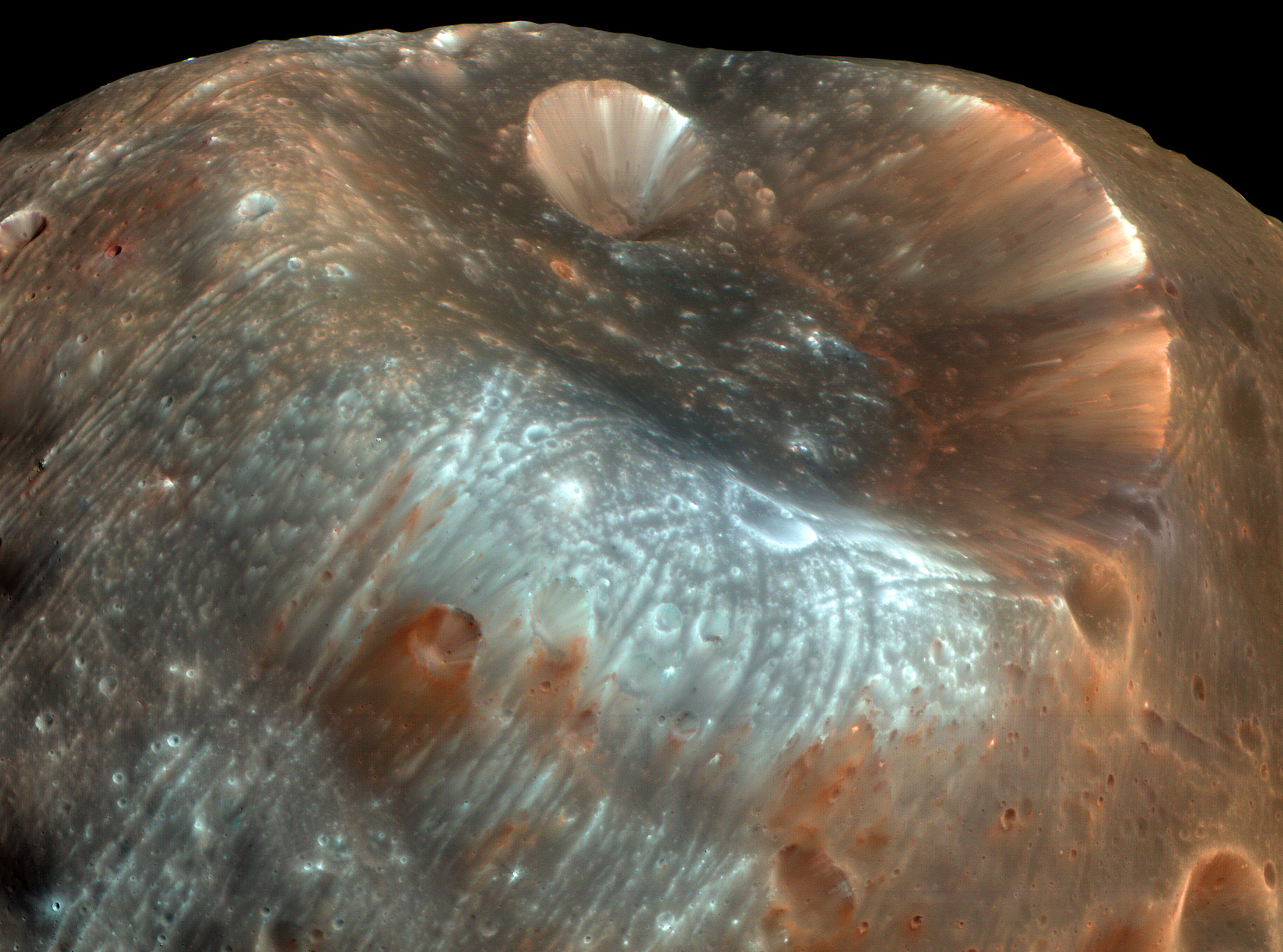
O imagine în culoare falsă a lui Limtoc în craterul Stickney, făcută de Mars Reconnaissance Orbiter pe 23 martie 2008

Limtoc este un crater de pe suprafața satelitului interior Phobos, al lui Marte. Craterul, al cărui diametru este de 2 kilometri, este situat în cadrul unei forme de relief mai mare și mai cunoscută, craterul Stickney. Limtoc a fost numit oficial de Uniunea Astronomică Internațională pe 29 noiembrie 2006, după un personaj din satira lui Jonathan Swift Călătoriile lui Gulliver.
Limtoc s-a format în urmă cu aproximativ 109 milioane de ani, făcându-l una dintre cele mai tinere forme de relief de pe Phobos. Când impactorul Limtoc a intrat în coliziune cu Phobos, a creat o cantitate semnificativă de resturi; Resturile care a fost trimise spre marginea de nord a lui Stickney s-a ciocnit cu marginea craterului, în timp ce resturile trimise spre marginea de sud a fost în mare parte catapultate afară din Stickney. Aceste resturi au contribuit parțial la formarea colorației spectrale albastre văzute pe marginea de sud-vest a craterului Stickney, împreună cu resturile de la Stickney însuși.